# Стадион Под Виници
Под Виници (чеш. Pod Vinicí) у преводу Под виноградом, је фудбалски стадион у Пардубицама, Чешка. То је бивши домаћи стадион домаћин чешког фудбалског клуба Пардубице. Укупан капацитет стадиона је 2.500 места, укључујући 600 места за седење.
У 2012. години ФК Пардубице је уложио преко милион CZK у преуређење седишта како би испунио услове лиге пошто је тим промовисан у Чешку 2. Лигу. У септембру 2011. публика од око 3.000 гледало је утакмицу трећег кола Купа Чешке 2011–12 против Спарте из Прага на овом стадиону.
Стадион је изграђен 1934. године захваљујући делатности фудбалског клуба АФК Пардубице, који је 1931. године изгубио домаћи терен у Пардубицама, на чијем месту је изграђен Летњи стадион. Стадион Под Виници је изграђен на земљишту Фи. Раинберг, његово свечано отварање одржано је 16. септембра 1934. године, а прва утакмица је била првенствена утакмица између АФК Пардубице и СК Херманув Местец која се завршила победом домаћина  резултатом од 9:1. Утакмица је почела свечаним чином, током којег је Јарослав Лонек, авијатичар из Пардубица, прелетео изнад игралишта авионом сопствене конструкције и на њега спустио нову лопту.
Стадион је током година прошао кроз неколико делимичних реконструкција, од којих је последња обављена 2012. године, која је укључивала измене унутрашњости трибина и њихово накнадно уградњу појединачних седишта.